# Mikey Robins
Mikel Mason Robins, detto Mikey (Newcastle (Australia), 8 dicembre 1961), è un personaggio televisivo e scrittore australiano.
È noto per il suo gioco a premi satirico Good News Week, che ha condotto su ABC e su Network Ten fra il 1996 e il 2000 e ancora dal 2008 quando il programma è stato rimesso in palinsesto.
Era un membro del The Castanet Club con Steve Abbott e Maynard F#Crabbes. Robins è stato per sette anni il presentatore di un programma radiofonico mattutino per la stazione radio FM Triple J, fino al 1999. Fra i suoi co-presentatori ci sono stati Helen Razer (1996), Paul McDermott (1997), Jen Oldershaw e Steve Abbott (1998). Ha co-presentato un programma mattutino sull'emittente di Sydney Triple M con Amanda Keller nel 2001 e quindi su Vega 95.3 insieme a Tony Squires e Rebecca Wilson..
Queste esperienze lo lanciano anche nel mondo della televisione: appare nel programma sportivo Live and Sweaty prima di approvare nel 1996 a Good News Week. Dopo di allora ha ricoperto diversi ruoli in molti show televisivi; è apparso nella serie della ABC The Fat e nel programma mattutino di Seven Network, Sunrise. Nel 2005 è stato uno dei concorrenti dello spettacolo televisivo Australian’s Brainiest Comedian; nel turno finale ha sconfitto Bob Downe, superandolo di un solo punto.